# Anigraea deletoides
Anigraea deletoides là một loài bướm đêm trong họ Noctuidae.